# Cultura normando-árabe-bizantina

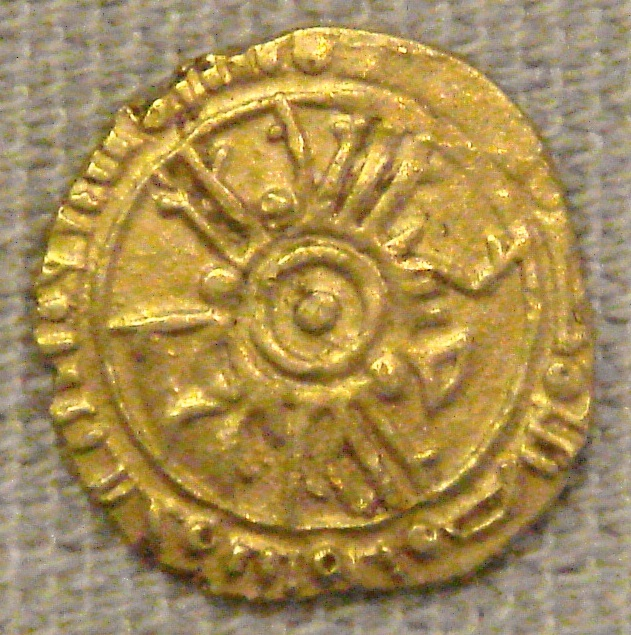
Tarì de Roger II de Sicilia, moneda de oro con inscripciones en árabe, acuñada en Palermo, (Museo Británico)

Cultura o arte normando-árabe-bizantino, cultura siciliano-normanda o, menos inclusiva, cultura árabe-normanda (a veces aludida como la «civilización normando-árabe») son los nombres que la historiografía da a la cultura y el arte de Sicilia y la Italia meridional durante el periodo de la conquista normanda (años 1040 al 1189); fuertemente influidos por el sustrato de arte y cultura bizantina y árabe anterior (siglos VI al XI). Su principal característica es el eclecticismo artístico.
Se refiere a la interacción de las culturas normanda, latina, árabe y griega bizantina después de la conquista normanda de Sicilia y de la África normanda desde 1061 hasta alrededor del año 1250. Esta civilización dio como resultado numerosos intercambios en los campos cultural y científico, basada en la tolerancia demostrada por los normandos hacia las poblaciones que hablaban griego y los colonos musulmanes. Como resultado de ello, Sicilia bajo los normandos se convirtió en un cruce de caminos para las interacciones entre las culturas católicas latina y normanda, ortodoxo-bizantina e islámica-árabe.

## Conquista normanda de Sicilia

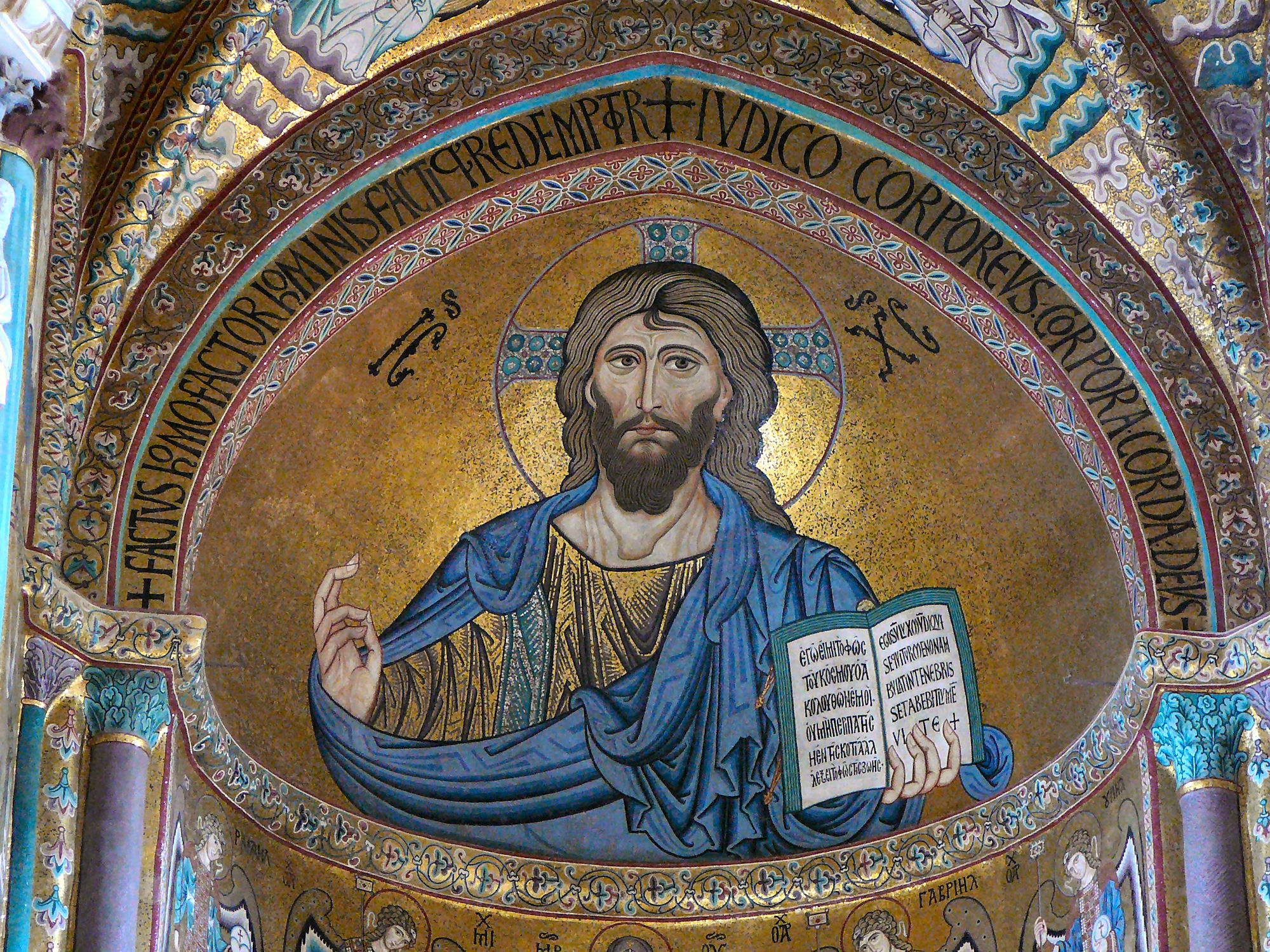
Mosaico en estilo bizantino de Cristo Pantocrátor en la catedral de Cefalù, erigida por Roger II en 1131

En 965 los musulmanes completaron su conquista de Sicilia a los bizantinos después de la caída de la última ciudadela griega significativa de Taormina en 962.[cita requerida] Setenta y tres años después, en 1038, fuerzas bizantinas comenzaron la reconquista de Sicilia bajo el general griego Jorge Maniakes. Esta invasión se confió a un número de mercenarios nórdicos, los varegos, incluyendo el futuro rey de Noruega Harald Hardrada, así como a varios contingentes de normandos. Los normandos que ocuparon estas tierras provenían de Normandía (norte de Francia), donde se habían establecido en el siglo IX desde su lugar de origen en la Península Escandinava. Aunque la muerte de Maniakes en una guerra civil bizantina en 1043 paró en seco la invasión, los normandos continuaron el avance empezado por los bizantinos y terminaron por conquistar la isla a los sarracenos. Los normandos se habían extendido hacia el sur, como mercenarios y aventureros, movidos por el mito de una isla feliz y soleada en los mares meridionales. El normando Roberto Guiscardo, hijo de Tancredo, invadió Sicilia en 1060. La isla estaba dividida políticamente entre tres emires árabes, y la considerable población cristiana bizantina se rebeló contra sus gobernantes musulmanes. Un año más tarde cayó Mesina en manos de las tropas lideradas por Roger Bosso (el hermano de Roberto Guiscardo y el futuro conde Roger I de Sicilia), y en 1071 los normandos tomaron Palermo. La pérdida de las ciudades, cada una con una bahía espléndida, supuso un golpe severo al poder musulmán en la isla. Al final, los normandos se hicieron con toda Sicilia. En 1091, Noto en la punta meridional de Sicilia y la isla de Malta, los últimos reductos árabes, cayeron en manos cristianas.

## Conquista normanda de África

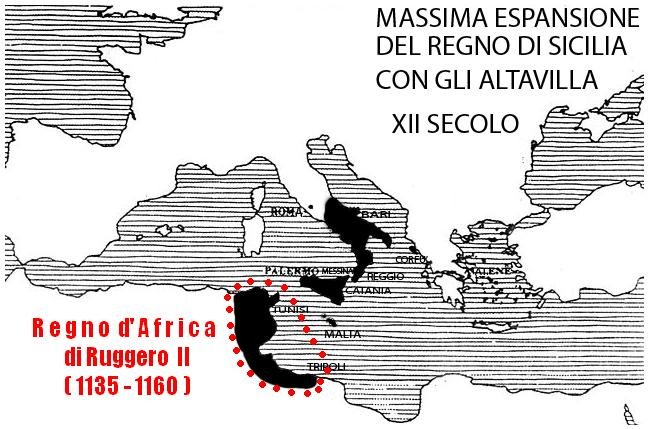
El «reino de África» (Regno d'Africa) señalado en rojo

El reino de África fue una extensión de la zona de frontera del estado normando-sículo en la antigua provincia romana de África (Ifriqiya en árabe tunecino), que se correspondería con lo que hoy son Túnez y partes de Argelia y Libia. Las principales fuentes primarias para el reino son árabes (musulmanas); las fuentes en latín (cristianas) son escasas. Según Hubert Houben, puesto que «África» nunca se menciona en el título real de los reyes de Sicilia, «uno no debe hablar de un "reino normando de África"». Más bien, «[la África normanda] realmente era una constelación de ciudades regidas por normandos a lo largo de la Ifrīqiya costera».
La conquista siciliana de África empezó con Roger II en 1146–48. El gobierno siciliano estaba formado por guarniciones militares en las principales ciudades, tributos cobrados a la población musulmana local, protección de los cristianos y acuñación de moneda. La aristocracia local se conservó en gran medida, y los príncipes musulmanes controlaban el gobierno civil bajo supervisión siciliana. Las conexiones económicas entre Sicilia y África, que ya eran fuertes antes de la conquista, se fortalecieron, mientras que los lazos entre África y el norte de Italia se expandieron. Muy temprano en el reinado de Guillermo I, el «reino» de África cayó en manos de los almohades (1158–60). Su legado más duradero fue el realineamiento de las potencias mediterráneas llevada a cabo por su desaparición y la paz almohade-sícula alcanzada en 1180.

## Interacciones culturales

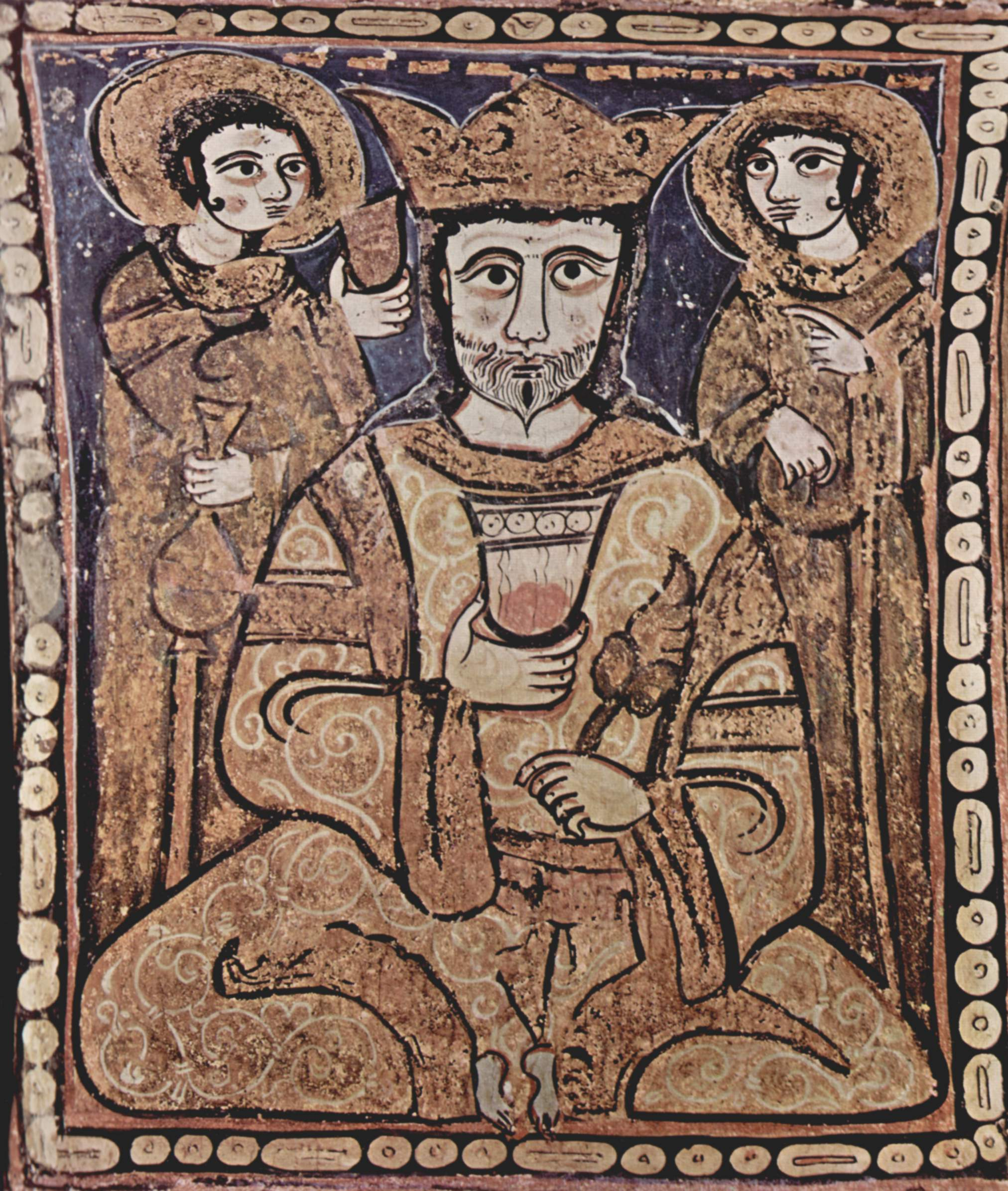
Estilo árabe en la Capilla palatina de Palermo

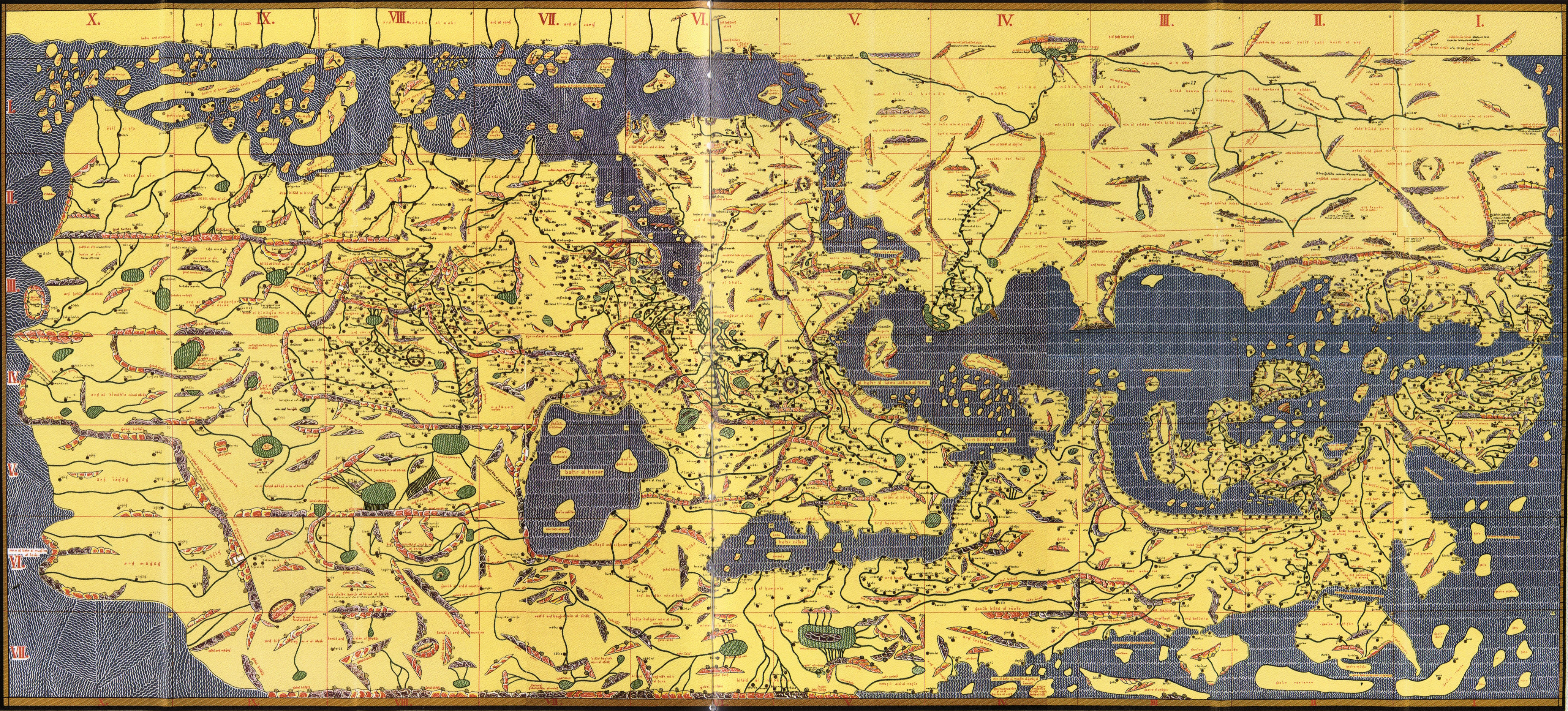
La Tabula Rogeriana, diseñada por Al-Idrisi para Roger II en 1154, uno de los mapamundis antiguos más avanzados. Obsérvese que el Norte queda en la parte baja del mapa

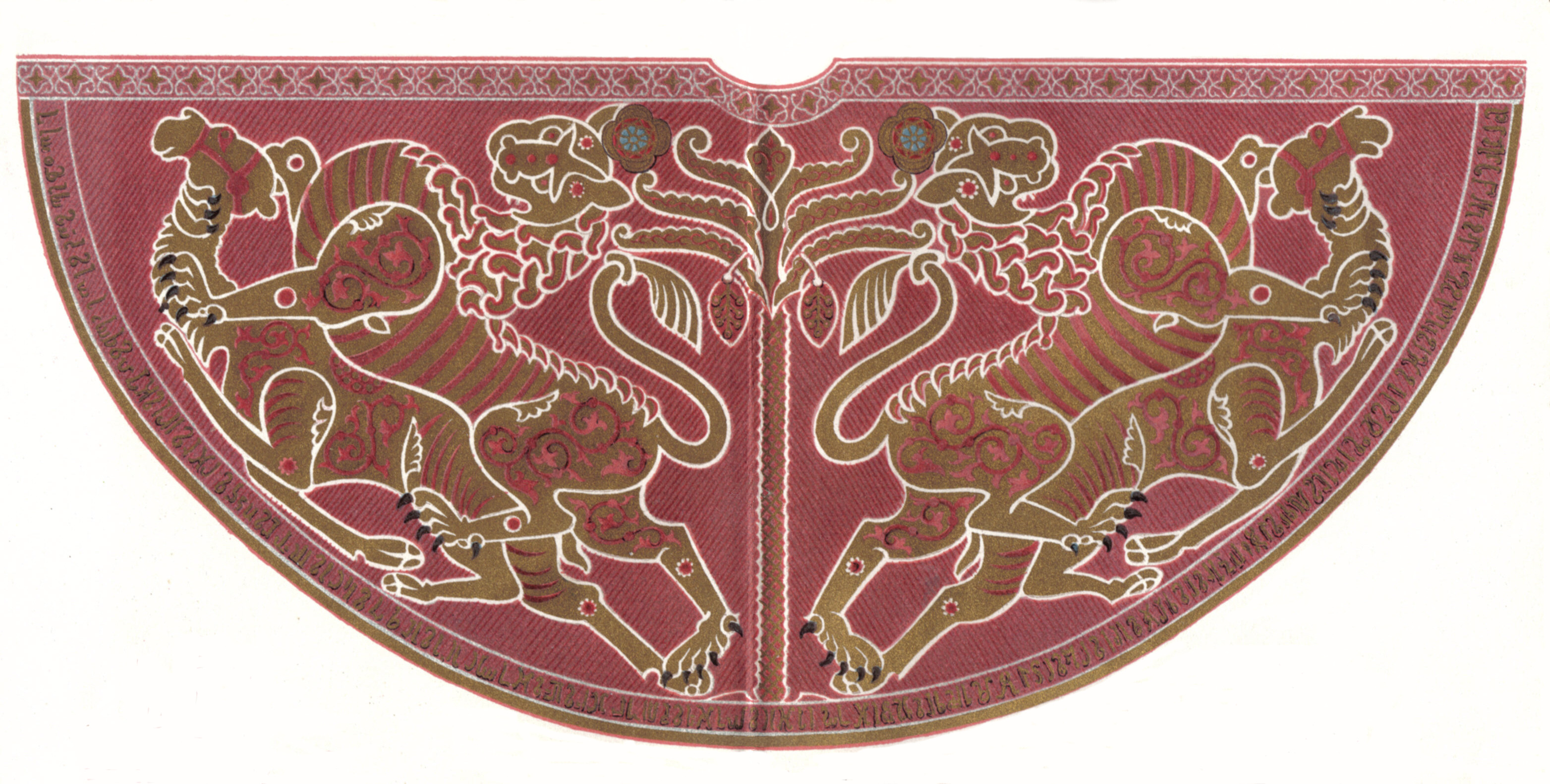
Capa de la coronación de Roger II. Lleva una inscripción en árabe con la fecha de la Hégira de 528 (1133-1134).

Se desarrolló una intensa cultura bizantino-árabe-normanda, ejemplificada por gobernantes como Roger II de Sicilia, quien tenía científicos, poetas y soldados islámicos en su corte, y tuvo griegos bizantinos, Christodoulos, el famoso Jorge de Antioquía, y finalmente Felipe de Mahdia, sirviéndolo sucesivamente como su ammiratus ammiratorum («emir de emires»). El mismo Roger II hablaba árabe y estimaba la cultura árabe. Usó tropas bizantinas y árabes y máquinas de asedio en sus campañas en la Italia meridional, y movilizó a arquitectos árabes y bizantinos para ayudar a sus normandos a construir monumentos en el estilo bizantino-árabe-normando. Las diversas técnicas agrícolas e industriales que los árabes introdujeron en Sicilia durante los dos siglos precedentes se mantuvieron y se desarrollaron más, permitiendo una notable prosperidad en la isla. Numerosas obras griegas clásicas, durante mucho tiempo perdidas para el Occidente de habla latina, se tradujeron a partir de manuscritos griegos bizantinos encontrados en Sicilia directamente al latín. Durante los dos siglos siguientes, Sicilia bajo gobierno normando se convirtió en un modelo que fue ampliamente admirada por toda Europa y Arabia.
El historiador inglés John Julius Norwich señaló, sobre el reino de Sicilia:

La Sicilia normando sobresalió en Europa –y, de hecho, en todo el intolerante mundo medieval– como un ejemplo de tolerancia e ilustración, una lección en cuanto a qué debía sentir cada ser humano respecto a aquellos cuya sangre y creencias eran diferentes a las suyas propias».
John Julius Norwich

Durante el reinado de Roger II, el reino de Sicilia se fue caracterizando progresivamente por su composición multiétnica e inusual tolerancia religiosa. Los normandos católicos, longobardos y nativos sicilianos, árabes musulmanes, y griegos bizantinos ortodoxos existieron en una relativa armonía para este período histórico, y se sabía que Roger II había planeado el establecimiento de un Imperio que habría abarcado el Egipto fatimí y los estados cruzados en Levante hasta su muerte en 1154. Uno de los grandes tratados geográficos de la Edad Media se escribió para Roger II por el erudito andalusí Muhammad al-Idrisi, y titulado Kitab Rudjdjar («El libro de Roger»).
A finales del siglo XII, la población de Sicilia se estima que estaba formada por un tercio de griegos bizantinos, mientras que el resto hablaban dialectos de latín vulgar o  latín llevados desde la Italia continental (lenguas galoitálicas e idioma napolitano), normando y árabe sículo. Aunque el idioma de la corte era normando antiguo o francés antiguo (lengua de oïl), todos los edictos reales se escribían en el idioma del pueblo al que se dirigían: latín, griego bizantino, árabe, o hebreo. La capa real de Roger, usada para su coronación (y también usada para la coronación del emperador Federico II), llevaba una inscripción en árabe con la fecha de la hégira de 528 (1133-1134).
Los autores islámicos se maravillaban de la tolerancia de los reyes normandos:

Ellos [los musulmanes] eran tratados con amabilidad, y se les protegía, incluso contra los francos. Debido a eso, sentían gran amor por el rey Roger.
Ibn al-Athir

Siguieron las interacciones con los posteriores reyes normandos,por ejemplo bajo Guillermo II de Sicilia, como afirma el geógrafo hispano-andalusí Ibn Yubair quien llegó a la isla después de regresar de su peregrinación a la Meca en 1184. Para su sorpresa, Ibn Yubair disfrutó de una cálida recepción por los cristianos normandos. Aún le sorprendió más encontrar que incluso algunos cristianos hablaban árabe y que varios oficiales gubernamentales eran musulmanes:

La actitud del rey es realmente extraordinaria. Su actitud frente a los musulmanes es perfecta: les proporciona empleo, elige a sus oficiales entre ellos, y todos, o casi todos, mantienen su fe secreta y pueden seguir leales a la fe del Islam. El rey tiene plena confianza en los musulmanes y les confía el manejo de muchos de sus asuntos, incluyendo los más importantes, hasta el punto de que el Gran Intendente para la Cocina es un musulmán (...) Sus visires y chambelanes son eunucos, de los cuales hay muchos, quienes son los miembros de su gobierno y a los que confía sus asuntos privados
Ibn Yubair, Rihla.

Ibn Yubair mencionó que algunos cristianos en Palermo llevaban vestimenta musulmana y hablaban árabe. Los reyes normandos siguieron acuñando monedas en árabe con fechas de la hégira. Los registros en la corte real se escribían en árabe. En cierto momento, está documentado que Guillermo II de Sicilia dijo: «Cada uno de vosotros debe invocar a aquel a quien adora y cuya fe sigue».

### Arte bizantino-árabe-normando

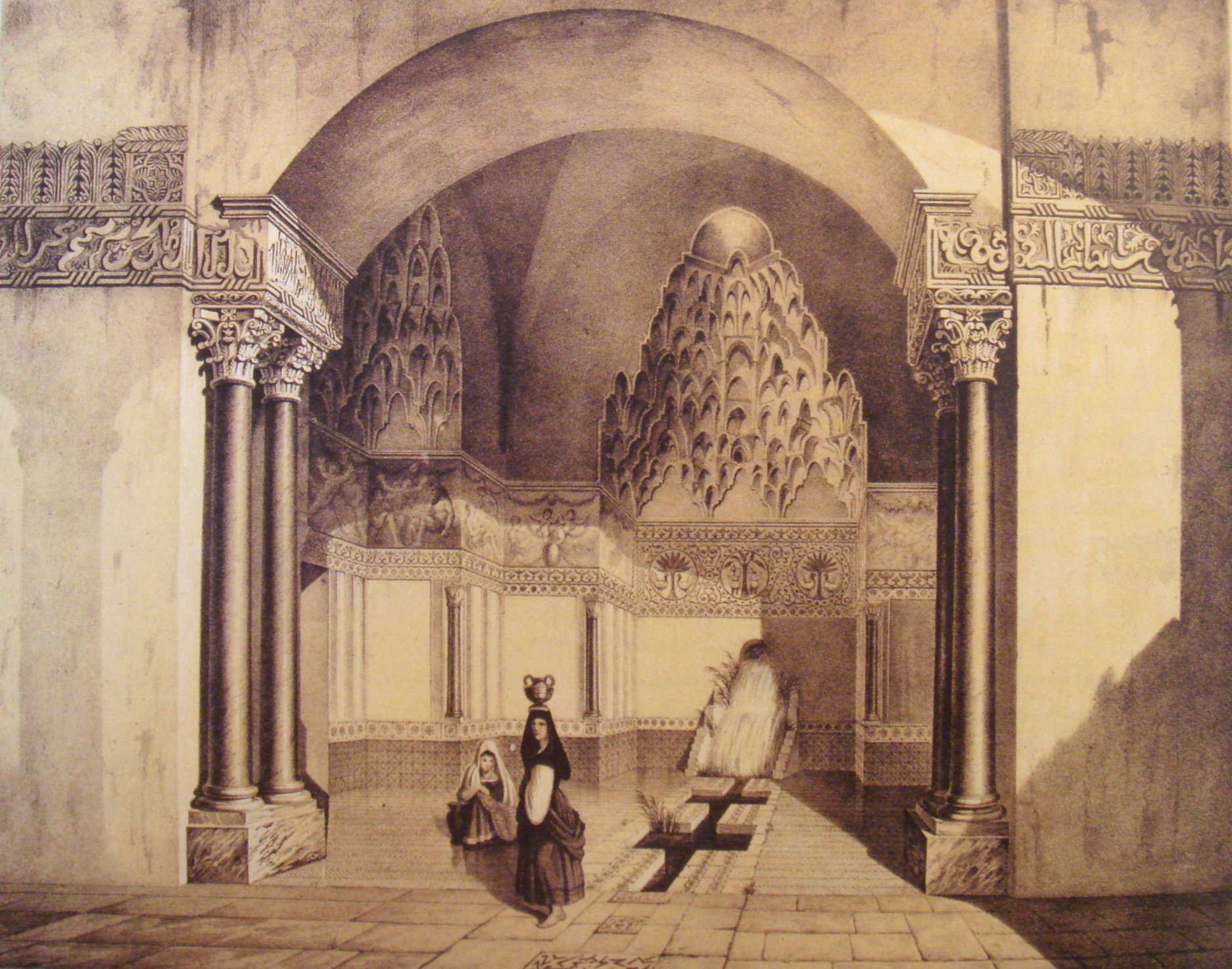
La arquitectura y el arte normando-árabe combinan rasgos occidentales (como los frisos y pilares clásicos) con típica decoración islámica como muqarnas y caligrafía

Numerosas técnicas artísticas del mundo islámico y el bizantino se incorporaron para formar la base del arte normando-árabe: taraceas en mosaico o metales, escultura de marfil o pórfido, escultura sobre piedras duras, bronces fundidos, manufactura de seda (para la cual Roger II estableció un regium ergasterium, una empresa estatal que daría a Sicilia el monopolio de la manufactura de seda para toda Europa occidental). Durante una incursión al imperio bizantino, el almirante de Roger II Jorge de Antioquía había transportado los tejedores de seda desde Tebas (Grecia), donde ellos habían formado parte del, hasta entonces, cerrado monopolio que era la industria de la seda bizantina.
Las Nobiles Officinae se dedicaron a la producción de todo tipo de objetos de lujo para uso litúrgico y suntuario.

### Arquitectura bizantino-árabe-normanda

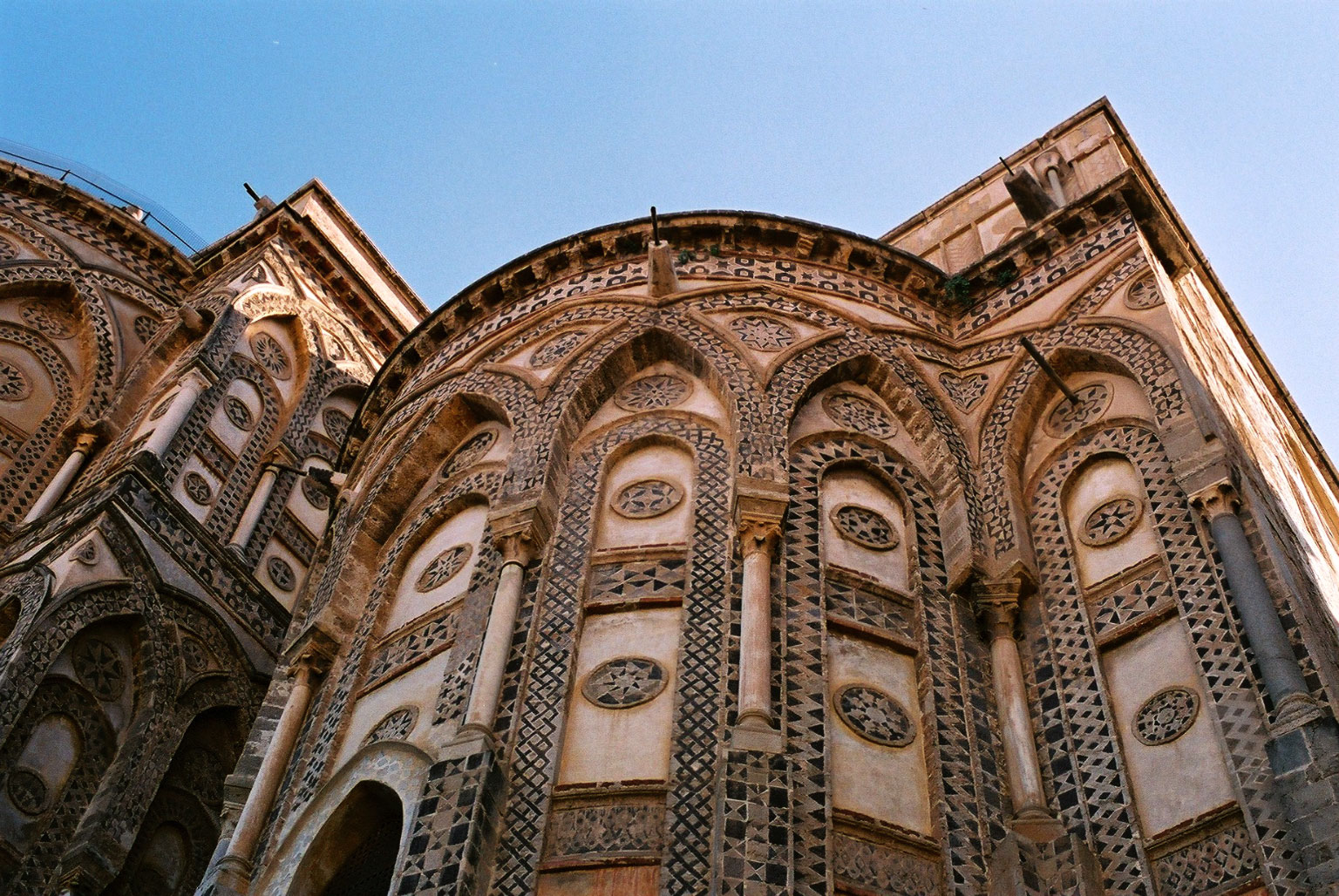
Los lados externos de las principales puertas y sus arcos apuntados de la catedral de Monreale están magníficamente enriquecidos con tallas y taracea coloreada, una curiosa combinación de tres estilos: franco-normando, bizantino y árabe

La conquista normanda dio un gran impulso en la construcción de diferentes edificios en Apulia, Calabria, Campania y Sicilia, en lo que se llama el estilo normando-árabe. Los constructores y maestros de obras provenían de las mismas regiones y pocas veces del Norte (es el caso de Gerardo el Franco -iglesia de los Santos Pedro y Pablo de Agrò-). Incorporaron las mejores prácticas de la arquitectura árabe y bizantina a su propio arte.
La aportación normanda a la arquitectura siciliana se limita a algunos detalles específicos de la planta.
Abundan mucho más las características del arte islámico, debidas no sólo a los operarios locales, sino a arquitectos árabes y egipcios convocados (arcos ojivales —que también se prolongan en herradura o se lobulan—, columnas alveoladas, artesonados, mocárabes, merlones dentados —o almenas escalonadas—, etc.) 
La influencia bizantina permaneció en la utilización de la planta centralizada de cruz griega (Cuba di Santa Domenica, Maria Santissima Annunziata dei Catalani, Santissima Trinità di Delia) las cúpulas y los mosaicos.

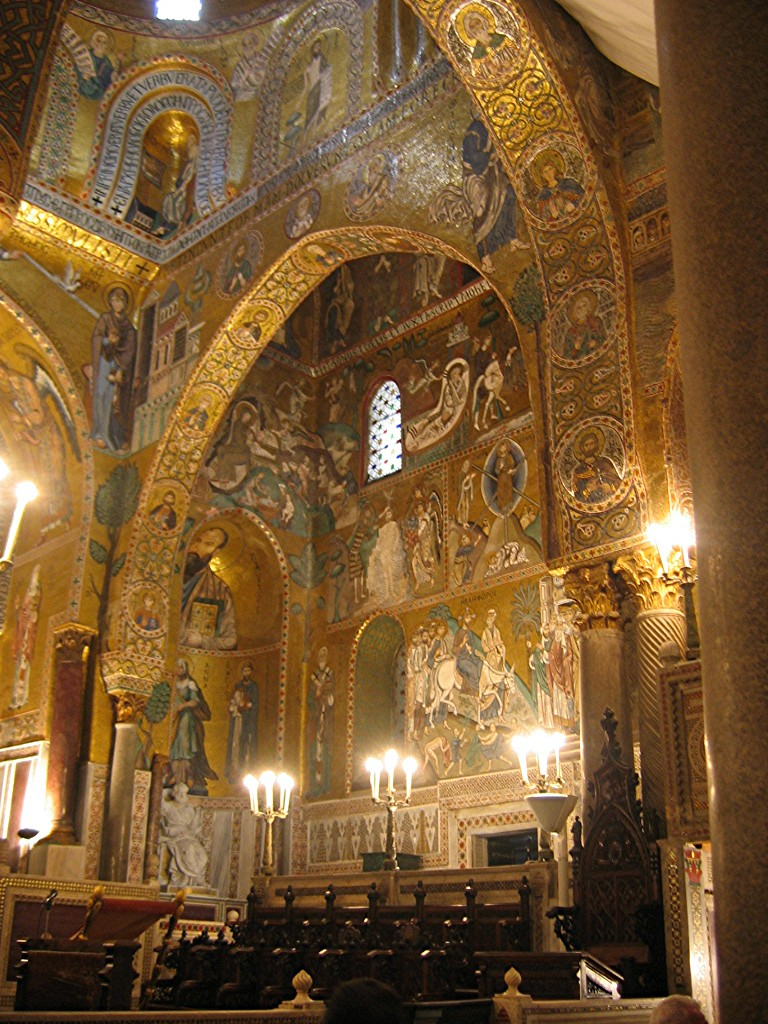
«La Capilla palatina de Palermo, la más maravillosa de las iglesias de Roger, con puertas normandas, arcos sarracenos, cúpula bizantino, y un tejado adornado con escrituras arábigas, es quizá el producto más llamativo de la civilización brillante y mezclada sobre la cual gobernaba el nieto del normando Tancredo» (Enciclopedia Británica de 1911)

Palermo, que contaba con el favor de los reyes normandos, fue la capital del Reino de Sicilia, y en ella se edificaron importantes obras, como la iglesia de San Nicolás de los griegos o la iglesia de Santa Maria dell'Ammiraglio, también llamada La Martorana, construida en 1143 por el «emir de emires» de Roger II, Jorge de Antioquía; fue originariamente consagrada como una iglesia ortodoxa griega, según su carta de fundación bilingüe árabe-griego, y se construyó en estilo planta de cruz griega bizantina con algunas influencias árabes. Otra iglesia inusual de este período es la iglesia rural de los Santos Pedro y Pablo de Agrò en Casalvecchio Siculo; ha sido descrita como «una de las obras más sofisticadas y coherentes de arquitectura que surgió del gobierno normando de la isla».
El Palazzo Reale, también llamado Palazzo dei Normanni («palacio de los normandos»), en cuyo interior se encuentra la Capilla palatina. La Capilla palatina combina armoniosamente una variedad de estilos: la arquitectura normanda y la decoración en las puertas, los arcos y la escritura arábigos adornando el tejado, la cúpula y los mosaicos bizantinos. Por ejemplo, racimos de cuatro estrellas de ocho puntas, típicas del diseño musulmán, están colocadas en la cubierta de manera que forman una cruz cristiana. La iglesia de San Giovanni degli Eremiti, fue construida en Palermo por Roger II alrededor de 1143–1148 en este estilo ecléctico. La iglesia destaca por sus brillantes cúpulas rojas, en forma de bulbo, que muestran claramente la persistencia de las influencias árabes en Sicilia en la época de su reconstrucción en el siglo XII. En su Diary of an Idle Woman in Sicily, Frances Elliot la describió como «... totalmente oriental... encajaría bien en Bagdad o Damasco». El campanario, con cuatro órdenes de galerías con arcos, es —en cambio— un ejemplo típico de la arquitectura gótica.
Además de la de Palermo, también destacan las catedrales de Cefalú, de Monreale y de Mesina. La catedral de Cefalù fue iniciada por Roger II en 1131; destacan sus mosaicos (1148), con el Pantocrátor en el ábside, de estilo bizantino. La catedral de Monreale se describe, por lo general, como «bizantina-árabe-normanda». Los exteriores de las puertas principales y sus arcos apuntados están magníficamente enriquecidos con tallas y taracea de color, una curiosa combinación de los tres estilos: árabe, bizantino y franco-normando. Es uno de los grandes monumentos de la Sicilia normanda.
Otros ejemplos de arquitectura normando-árabe serían Castelbuono, o la llamada «cuba di Santa Domenica» es una capilla rural situada en el campo, cerca de Castiglione, que se atribuye al período histórico comprendido entre la dominación islámica y la normanda, o sea, entre los siglos X y XI. La iglesia de la Santissima Annunziata dei Catalani se encuentra en Mesina; construida previamente, se remodeló entre los siglos XII y XIII bajo el reinado de Guillermo el Bueno según los cánones nórdicos, en época normanda resulta inserta dentro de los muros del Castello a Mare adyacente al Arsenal Militar. 
Este estilo de construcción persistió hasta los siglos XIV y XV, ejemplificados por el uso de la cúpula.

## Transmisión a Europa
Los puntos de contacto entre Europa y las tierras islámicas fueron múltiples en la Edad Media, con Sicilia desempeñando un papel fundamental en la transmisión de conocimiento a Europa, aunque menos importante que el de España. Los muchos puntos de transmisión de conocimiento islámico a Europa estuvieron en Sicilia, y en la España musulmana, particularmente en Toledo (con Gerardo de Cremona, 1114-1187, después de la conquista de la ciudad por los cristianos españoles en 1085). También hubo muchos intercambios en el Levante debido a la presencia allí de los cruzados.

## Legado

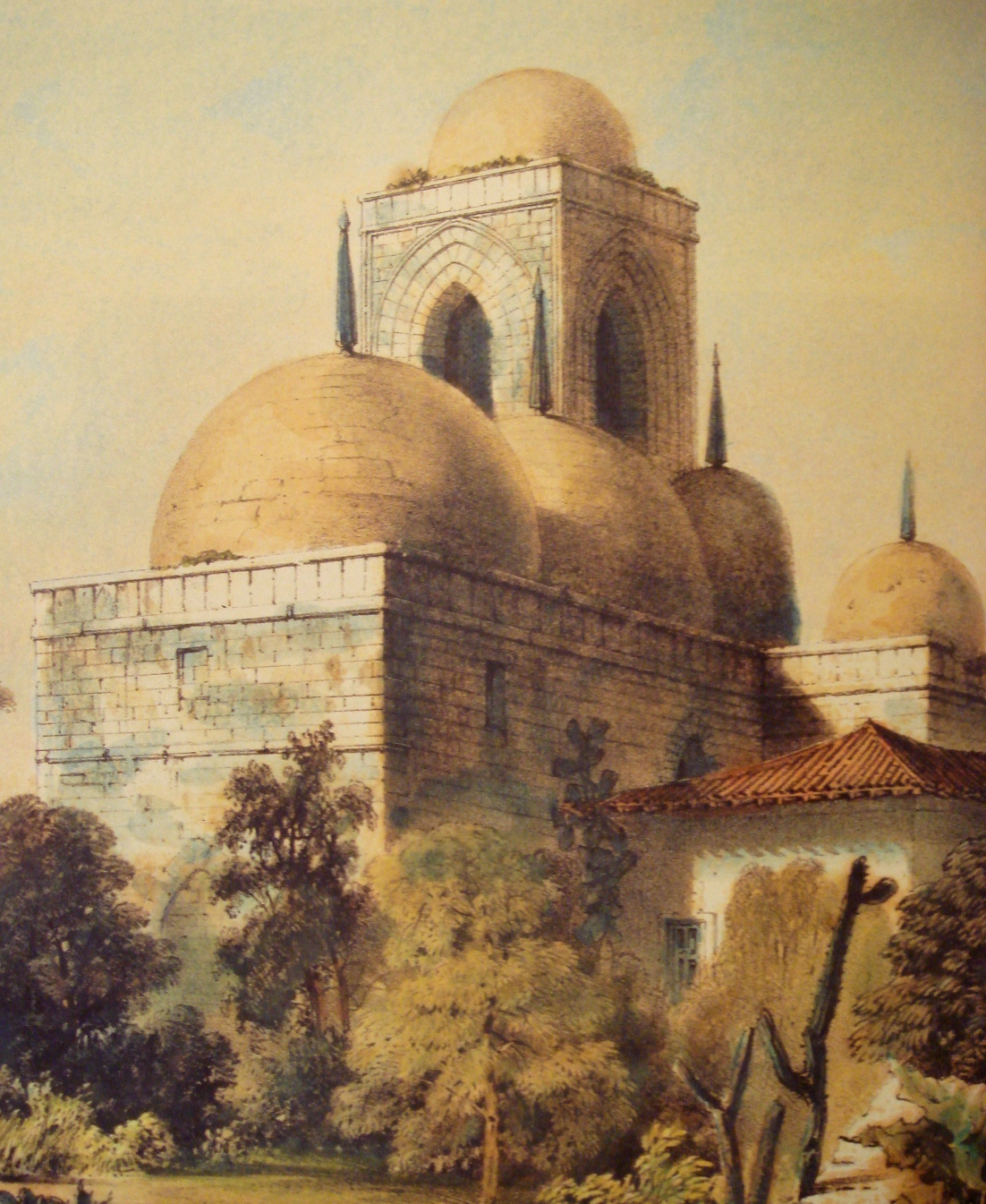
Un ejemplo de arquitectura normando-árabe, combinando muros góticos con cúpulas islámicas: San Juan de los Eremitas construida en Palermo por Roger II alrededor de 1143-1148. Litografía de 1840

La ciencia y el arte griego y árabe siguieron siendo influyentes en Sicilia durante los dos siglos que siguieron a la conquista normanda. El gobierno normando acabó en 1198 con el reinado de Constanza de Sicilia, y fue reemplazado por el de la dinastía Hohenstaufen de Suabia.
En 1224 sin embargo, Federico II, respondiendo a alzamientos religiosos en Sicilia, expulsó a todos los musulmanes de la isla, transfiriendo muchos a Lucera a lo largo de las dos décadas siguientes. En este entorno controlado, no podían desafiar la autoridad real y beneficiaban a la corona con impuestos y servicio militar. Su número al final alcanzó a ser entre 15.000 y 20.000, llevando a que Lucera fuera llamada Lucaera Saracenorum debido a que representaba la última fortaleza de la presencia islámica en Italia. La colonia prosperó durante 75 años hasta que fue saqueada en 1300 por fuerzas cristianas al mando de Carlos II de Nápoles. Los habitantes musulmanes de la ciudad fueron exiliados o vendidos como esclavos, encontrando muchos de ellos asilo en Albania, al otro lado del mar Adriático. Sus mezquitas abandonadas fueron destruidas o convertidas, y las iglesias se alzaron sobre sus ruinas, incluyendo la catedral de Santa María de la Victoria.
Incluso bajo Manfredo (que murió en 1266) persistió la influencia islámica en Sicilia, pero había desaparecido prácticamente a comienzos del siglo XIV. El latín progresivamente sustituyó al árabe y al griego, el último documento siciliano en idioma árabe está datado en el año 1245.

## Galería

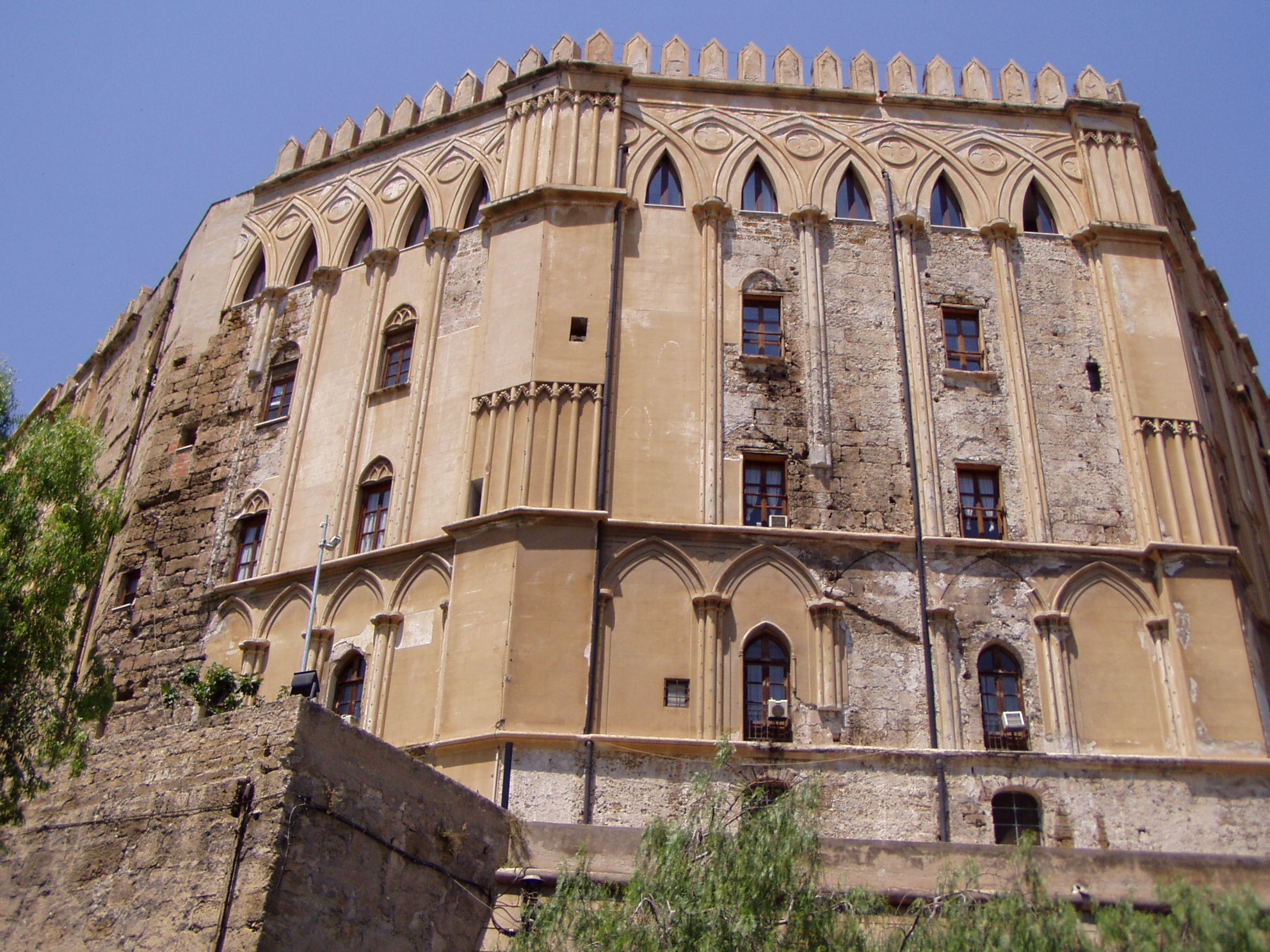
Palazzo Real o Palazzo dei Normanni
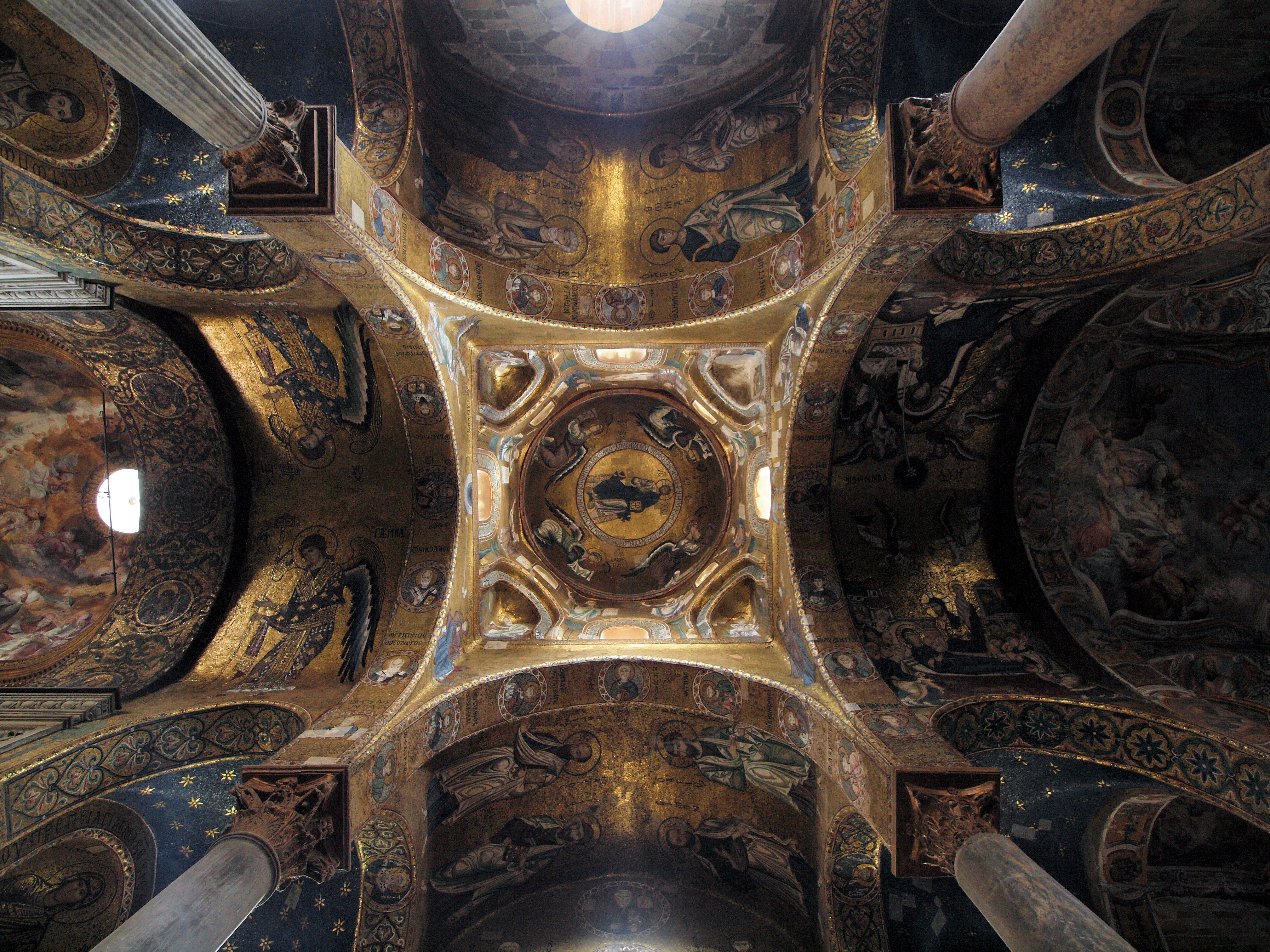
Iglesia de Santa Maria dell'Ammiraglio o La Martorana, Palermo
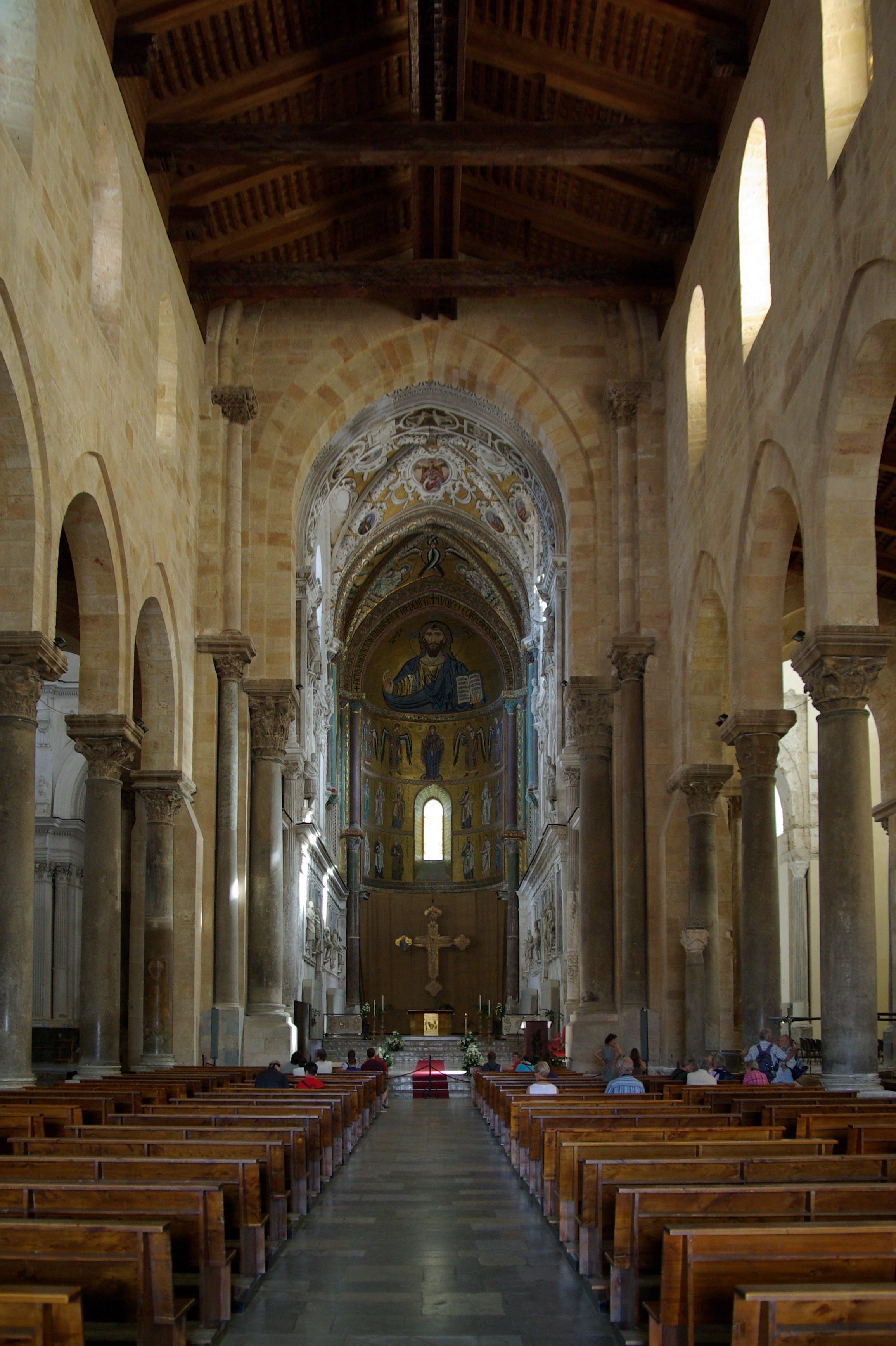
Catedral de Cefalú
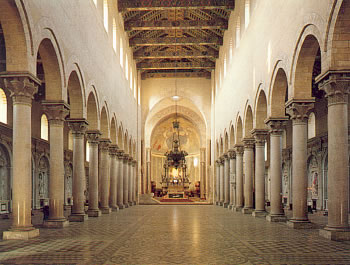
Catedral de Mesina
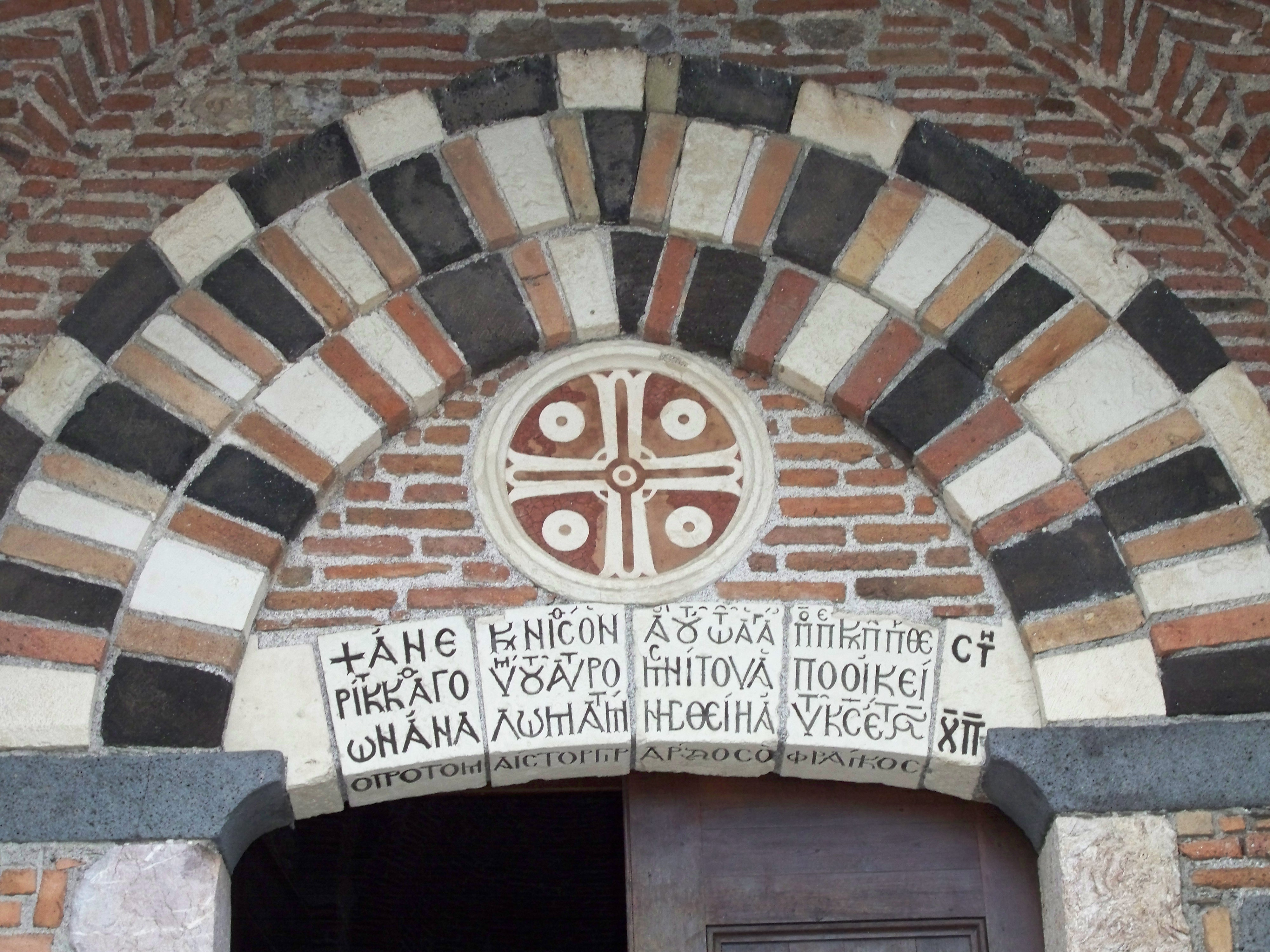
Iglesia de los Santos Pedro y Pablo de Agrò
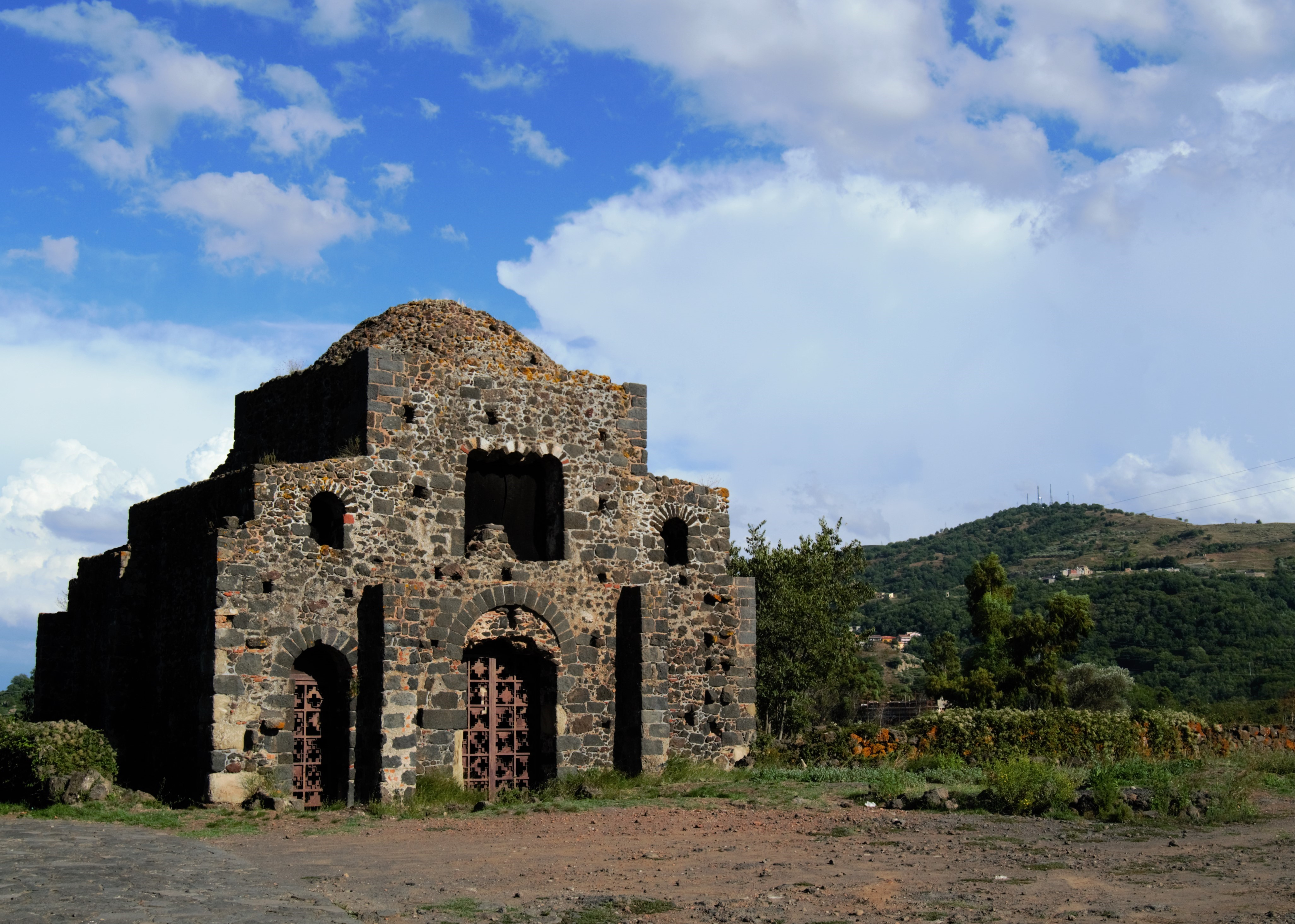
La llamada Cuba di Santa Domenica, en Castiglione di Sicilia
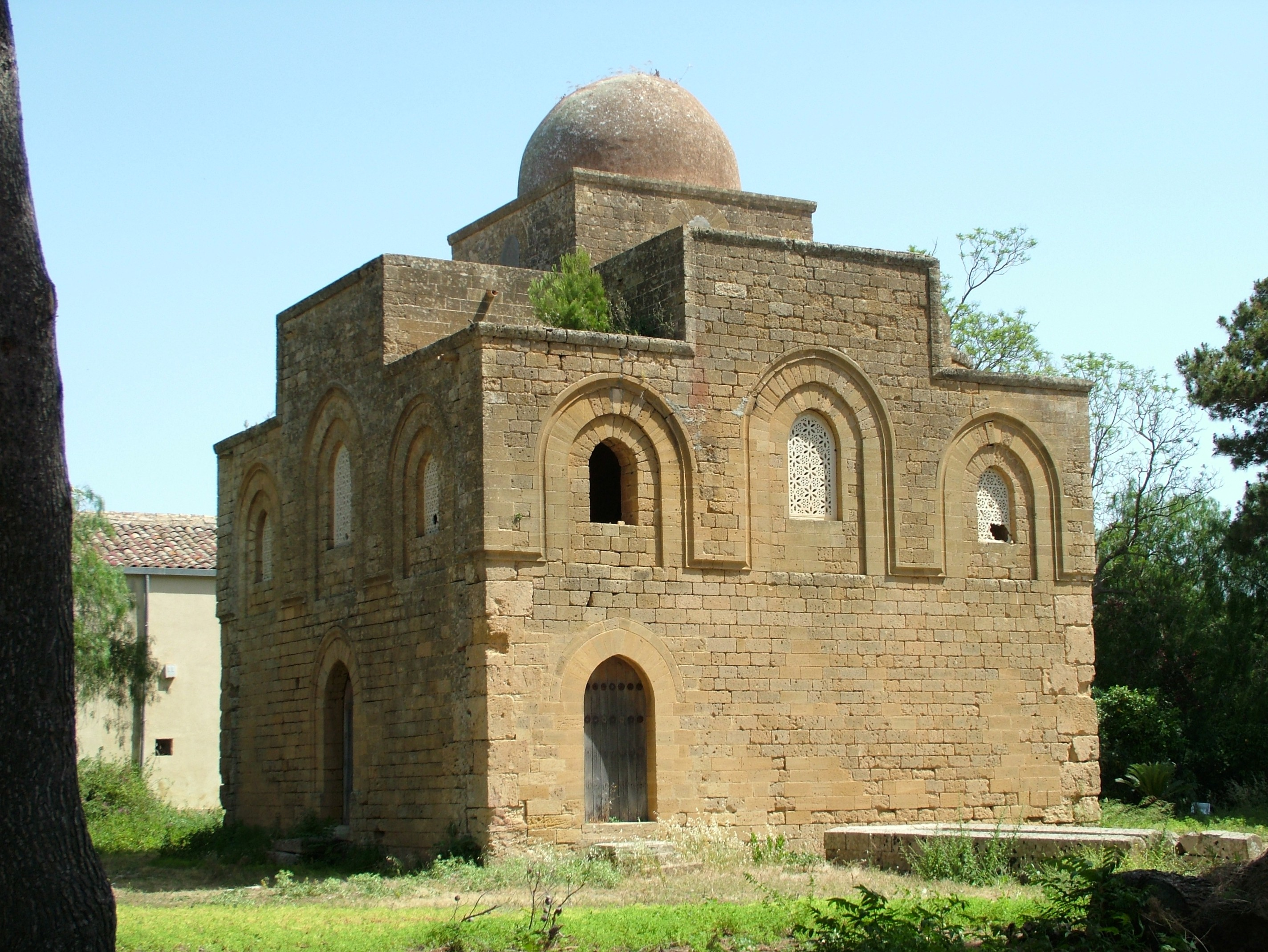
Iglesia de la Santissima Trinità di Delia, en Castelvetrano

## Referencias

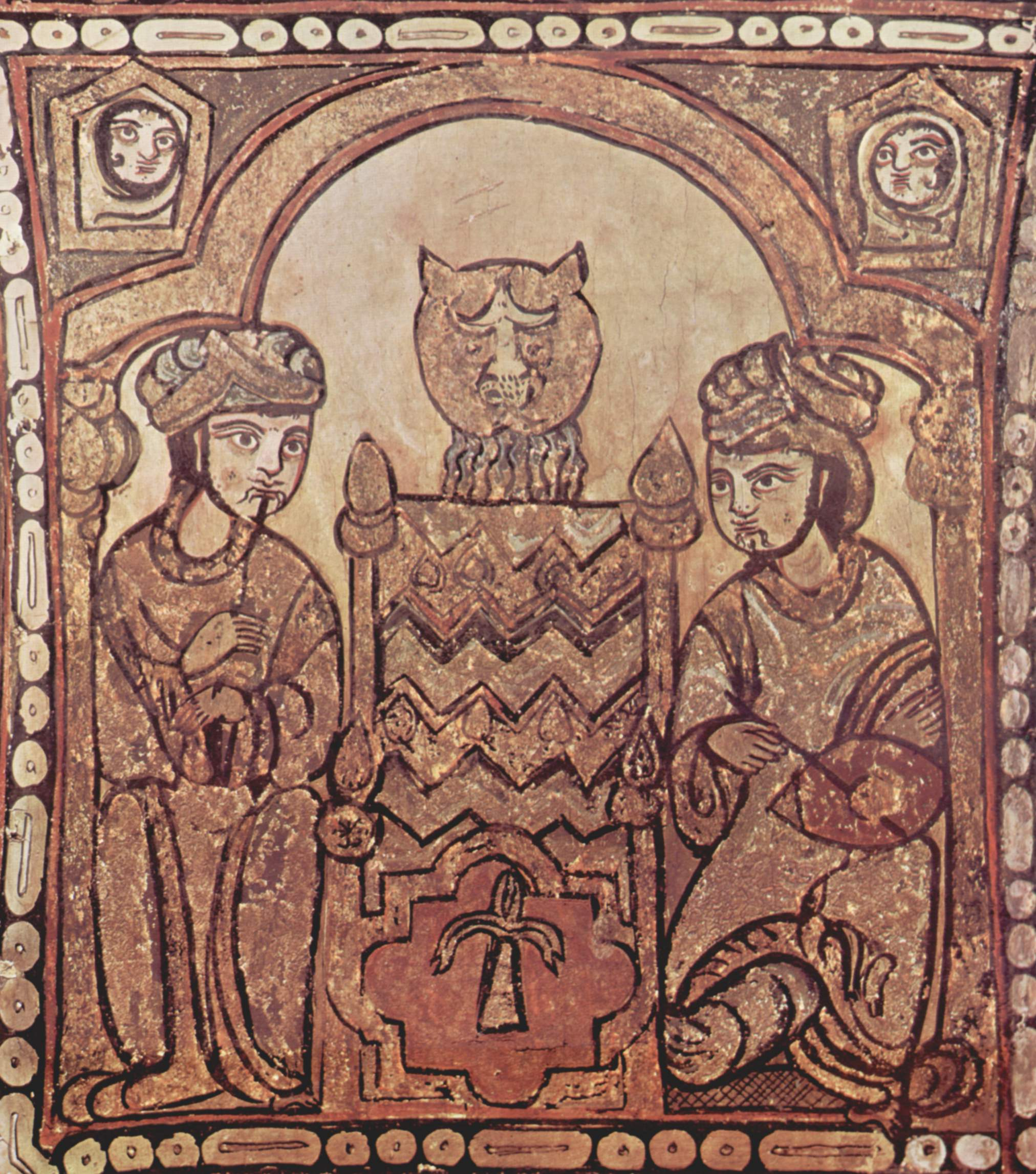
Pintura islámica realizada para los reyes normandos (c. 1150) en el Palazzo dei Normanni